# Seti I
Seti I was een farao van de 19e dynastie van het Oude Egypte en de zoon van Ramses I en diens vrouw Sitre.

## Biografie
Hij regeerde in het begin van de 13e eeuw v.Chr. Seti was net als zijn vader Ramses I en Horemheb een militair die de hervormingen van Achnaton wou laten vergeten. Seti I zorgde ervoor dat al de naam van Amon, die door Achnaton was weggeschrapt, terug werd geplaatst.
Seti zijn naam betekende 'van Seth', wat duidde op een sterke verbintenis met de god Seth. Zijn volledige naam Sty mri n Pth betekent letterlijk Van Seti, geliefd door Ptah.
Om opvolgingsproblemen te voorkomen benoemde Seti in jaar 6 van zijn regering zijn zoon en latere opvolger Ramses II tot co-regent.

## Militair
Seti I was vooral op militair gebied actief en streed vooral in het noorden. Vanuit de hoofdstad Pi-Ramesse kon hij gemakkelijk de Sinaï binnendringen. Sinaï was immers opstandig geworden en daarnaast rukten de Hettieten verder op naar het zuiden. Hij herstelde met vier veldtochten het Egyptische gezag over het grootste deel van Kanaän, hoewel zijn pogingen om Syrië te heroveren door de Hettieten werden verijdeld. Tevens had hij daarnaast ook te maken met de Tehenoe die Egypte vanuit het westen bedreigden. Ook dezen kon Seti I bedwingen.

## Bouwwerken
- Graf DK 17 in de Vallei der Koningen
- Zuilenhal van de Tempel van Amon (Karnak) en een obelisk bij de ingang
- Tempel van Seti I (Koerna)
- Tempel van Seti I (Abydos)

## Documenten
De kaart waarop de goudmijn van Sukari is teruggevonden is waarschijnlijk uit zijn tijd.